# Zaccharie Risacher
Zaccharie Risacher (Malaga, 8 aprile 2005) è un cestista francese.

## Biografia
È il figlio dell'ex cestista Stéphane Risacher.

## Carriera

### NBA
Il 27 giugno 2024 viene scelto con la #1 al Draft NBA dagli Atlanta Hawks dopo una stagione da protagonista in Francia con il JL Bourg, terminata con 11.3 punti e 3.3 rimbalzi di media a partita in EuroCup. Risacher è stato il terzo europeo nella storia del Draft NBA a essere chiamato con la prima scelta dopo Andrea Bargnani nel 2006 e il connazionale Victor Wembanyama nel 2023.

### Nazionale
Nel 2023 ha disputato il Mondiale Under-19, concluso al secondo posto finale.

## Statistiche

### NBA

#### Regular Season
| Anno      | Squadra       | PG | PT | MP   | TC%  | 3P%  | TL%  | RP  | AP  | PRP | SP  | PP   |
| --------- | ------------- | -- | -- | ---- | ---- | ---- | ---- | --- | --- | --- | --- | ---- |
| 2024-2025 | Atlanta Hawks | 75 | 73 | 24,6 | 45,8 | 35,5 | 71,1 | 3,6 | 1,2 | 0,7 | 0,5 | 12,6 |
| Carriera  | Carriera      | 75 | 73 | 24,6 | 45,8 | 35,5 | 71,1 | 3,6 | 1,2 | 0,7 | 0,5 | 12,6 |

### Eurolega
| Anno      | Squadra  | PG | PT | MP   | TC%  | 3P%  | TL%  | RP  | AP  | PRP | SP  | PP  |
| --------- | -------- | -- | -- | ---- | ---- | ---- | ---- | --- | --- | --- | --- | --- |
| 2021-2022 | ASVEL    | 3  | 1  | 9,4  | 50,0 | 100  | -    | 0,7 | 0,3 | 0,0 | 0,0 | 1,0 |
| 2022-2023 | ASVEL    | 18 | 10 | 13,2 | 51,1 | 38,9 | 60,0 | 1,8 | 0,5 | 0,6 | 0,2 | 3,2 |
| Carriera  | Carriera | 21 | 11 | 12,6 | 51,0 | 42,1 | 60,0 | 1,7 | 0,5 | 0,5 | 0,2 | 2,9 |

### Eurocup
| Anno      | Squadra         | PG | PT | MP   | TC%  | 3P%  | TL%  | RP  | AP  | PRP | SP  | PP   |
| --------- | --------------- | -- | -- | ---- | ---- | ---- | ---- | --- | --- | --- | --- | ---- |
| 2023-2024 | Bourg-en-Bresse | 23 | 20 | 23,5 | 50,3 | 45,0 | 68,8 | 3,3 | 1,0 | 0,8 | 0,4 | 11,3 |
| Carriera  | Carriera        | 23 | 20 | 23,5 | 50,3 | 45,0 | 68,8 | 3,3 | 1,0 | 0,8 | 0,4 | 11,3 |

## Palmarès

### Squadra
- Leaders Cup: 1

ASVEL: 2023

### Individuale
- Eurocup Rising Star: 1

JL Bourg en Bresse: 2023-24
- NBA All-Rookie First Team (2025)